# کلی اسلیتر
کلی اسلیتر (انگلیسی: Kelly Slater؛ زادهٔ ۱۱ فوریهٔ ۱۹۷۲) یک هنرپیشه اهل ایالات متحده آمریکا است.